# Corythoderus braminus
Corythoderus braminus är en skalbaggsart som beskrevs av Erich Wasmann 1918. Corythoderus braminus ingår i släktet Corythoderus och familjen Aphodiidae. Inga underarter finns listade i Catalogue of Life.